# 湯普森峰
湯普森峰（英語：Thompson Peaks），是南極洲的山峰，位於沙克爾頓海岸，處於穆迪冰川和賓利冰川之間的分水嶺，屬於亞歷山德拉皇后山脈的一部分，由美國南極名稱諮詢委員命名，現時由南極條約體系管理。